# Escola Oficial d'Idiomes (Lleida)
L'Escola Oficial d'Idiomes és un edifici de Lleida (Segrià) que forma part de l'Inventari del Patrimoni Arquitectònic de Catalunya.

## Descripció
Edifici amb configuració longitudinal, format per un bloc lineal en què es diferencien les zones d'aularis -situades en un llarg corredor- i els laboratoris, de la sala d'actes i la biblioteca. Aquestes últimes zones es disposen en dos cossos que potencien l'accés a l'edifici, i entre ambdós volums queda configurat el pas d'entrada i un gran vestíbul que cohesiona el conjunt. El vestíbul se situa en un gran volum buit, amb la intencionalitat d'actuar com una plaça pública coberta. Al seu interior, l'escala forma un cos diferenciat i situat a la part central.
La façana que dona a ponent queda tancada amb la finalitat de protegir l'immoble del sol. Al mur hi ha unes petites obertures que deixen entrar la llum als passadissos de les aules.